# Zezwolenie na wykonywanie zawodu przewoźnika drogowego
Zezwolenie na wykonywanie zawodu przewoźnika drogowego – decyzja administracyjna upoważniająca przedsiębiorcę spełniającego przewidziane warunki do wykonywania zawodu przewoźnika drogowego. Decyzja wydawana jest przez starostę właściwego dla miejsca zamieszkania przedsiębiorcy lub miejsca prowadzenia działalności gospodarczej na pisemny wniosek przedsiębiorcy złożony w odpowiednim starostwie. Zezwolenie to uprawnia do wykonywania przewozu drogowego wyłącznie na terenie Rzeczypospolitej Polskiej. Udzielane jest na czas nieoznaczony.
Posiadanie zezwolenia na wykonywanie zawodu przewoźnika drogowego konieczne jest wobec wszystkich przedsiębiorców zamierzających prowadzić działalność gospodarczą polegającą na odpłatnym przewozie rzeczy pojazdami o DMC powyżej 3,5 tony lub osób pojazdami konstrukcyjnie przeznaczonymi do przewozu więcej niż 9 osób łącznie z kierowcą.

## Warunki uzyskania zezwolenia na wykonywanie zawodu przewoźnika
Do uzyskania zezwolenia na wykonywanie zawodu przewoźnika drogowego niezbędne jest spełnienie odpowiednich kryteriów i złożenie wniosku z poprawnymi załącznikami, czyli:
1. dokumentację potwierdzającą odpowiednią zdolność finansową, która pozwala na prowadzenie działalności gospodarczej. Dokumentacja ta może zostać przedstawiona w formie rocznego sprawozdania finansowego potwierdzonego przez audytora albo odpowiednio upoważnioną osobę (jeżeli firma podlegała takiemu sprawozdaniu) lub alternatywnie - gwarancji bankowej czy też ubezpieczenia, w tym ubezpieczenia odpowiedzialności zawodowej,
2. oświadczenie osoby zarządzającej transportem lub osoby uprawnionej na podstawie umowy do wykonywania zadań zarządzającego transportem – dokument, w którym osoba wykonująca zadania zarządzającego transportem oświadcza, że w sposób rzeczywisty i ciągły zarządza operacjami transportowymi przedsiębiorstwa,
3. Certyfikat Kompetencji Zawodowych Przewoźnika Drogowego – dokument potwierdzający posiadanie odpowiednich kwalifikacji oraz wiedzy do podjęcia i wykonywania działalności gospodarczej w zakresie transportu drogowego. Certyfikat wydawany jest przez Instytut Transportu Samochodowego po uzyskaniu pozytywnego wyniku egzaminu państwowego[4],
4. oświadczenie dotyczące dysponowania bazą eksploatacyjną – dokument, w którym przedsiębiorca określa lokalizację bazy eksploatacyjnej, na której zapewniony jest odpowiedni sprzęt techniczny oraz urządzenia techniczne umożliwiające prowadzenie działalności transportowej. W skład bazy musi wchodzić co najmniej jeden z elementów: miejsce postojowe, miejsce załadunku, rozładunku bądź łączenia ładunków, miejsce konserwacji lub naprawy pojazdów,
5. oświadczenie o zamiarze zatrudnienia kierowców lub o zamiarze współpracy z osobami niezatrudnionymi, które spełniają warunki ustawowe – dokument, w którym przedsiębiorca zobowiązuje się do zatrudnienia kierowców wobec których nie orzeczono zakazu wykonywania tego zawodu,
6. dowód uiszczenia opłaty za wydanie zezwolenia na wykonywanie zawodu przewoźnika drogowego i wypisów z zezwolenia – opłatę należy wpłacić na konto starostwa powiatowego, do którego składany będzie wniosek o zezwolenie (numer konta sprawdzić można na witrynie internetowej danego starostwa),
7. wykaz pojazdów – wykaz ten powinien zawierać określone informacje: markę, typ, rodzaj/przeznaczenie, numer rejestracyjny, kraj rejestracji, numer VIN, wskazanie rodzaju tytułu prawnego do dysponowania pojazdem,
8. Informację z Krajowego Rejestru Karnego członka lub członków organu zarządzającego osoby prawnej, osoby zarządzającej spółką jawną lub komandytową lub osoby prowadzącej działalność gospodarczą, a także osoby zarządzającej transportem lub uprawnionej na podstawie umowy do wykonywania zadań zarządzającego transportem,
9. oświadczenie o niekaralności członka(-ów) organu zarządzającego osoby prawnej, osoby zarządzającej spółką jawną lub komandytową lub osoby prowadzącej działalność gospodarczą, a także osoby zarządzającej transportem lub uprawnionej na podstawie umowy do wykonywania zadań zarządzającego transportem,
10. dokument potwierdzający pełnomocnictwo - jeśli występuje pełnomocnik reprezentujący interesy firmy[5].

## Zmiana danych w zezwoleniu
W zezwoleniu oznaczone jest imię i nazwisko lub nazwa przedsiębiorstwa, siedziba i adres 
przedsiębiorcy oraz numer identyfikacji podatkowej NIP, dlatego nie można zezwolenia tego
odstępować osobom trzecim ani przenosić praw wynikających z tej decyzji na osobę trzecią.
Wszelkie zmiany danych zawartych we wniosku o udzielenie zezwolenia należy zgłaszać w 
formie pisemnej lub elektronicznej do starosty, który udzielił zezwolenia. Zmiany te koniecznie 
należy zgłosić w ciągu 28 dni od ich powstania. Jeżeli zmiana dotyczy również danych 
zawartych na zezwoleniu to należałoby złożyć wniosek o zmianę treści zezwolenia. Gdyby 
zmiana polegała na zwiększeniu ilości pojazdów należy udokumentować zdolność finansową
dla każdego nowo zgłaszanego pojazdu. Można jednocześnie wystąpić z wnioskiem o wydanie 
dodatkowych wypisów z zezwolenia na te pojazdy.

## Wygaśnięcie zezwolenia
Zezwolenie na wykonywanie zawodu przewoźnika drogowego wygasa w przypadku:
- śmierci posiadacza zezwolenia,
- zrzeczenia się go,
- likwidacji lub postanowienia o ogłoszeniu upadłości przedsiębiorcy, który posiadał zezwolenie,
- wydania wobec przedsiębiorcy prawomocnego orzeczenia zakazującego wykonywania działalności gospodarczej w zakresie transportu drogowego,
- wydania wobec przedsiębiorcy prawomocnego orzeczenia zakazującego wykonywania zawodu przewoźnika drogowego[7].